# Dugura
Dugura (en francès Dougoura, també esmentada com Dourgoura) és una població de Guinea, a la prefectura de Kouroussa, situada a uns 50 km al nord-est d'aquesta població. Té una població per sota dels mil habitants.
Fou una fortalesa de Samori Turé que la va ocupar el 1877 i la va fer servir de base per conquerir diverses regions dependents del regne de Dinguiray (vassall de l'Imperi Tuculor de Ségou). Era la principal població i fortalesa de la regió de Basando. Fou ocupada i destruïda per una expedició francesa el 1889. Samori hi va renunciar finalment el 1891 i la va deixar en mans de França.